# Jacek Arct
Jacek Michał Arct (ur. 25 września 1939 w Warszawie, zm. 6 września 2022 w Grodzisku Mazowieckim) – polski inżynier, chemik i nauczyciel akademicki, działacz opozycji demokratycznej w okresie PRL.

## Życiorys
Syn Witolda i Jadwigi. W 1962 ukończył studia na Wydziale Chemicznym Politechniki Warszawskiej, w 1972 uzyskał stopień naukowy doktora. Od 1961 do 2005 był pracownikiem naukowym Wydziału Chemicznego PW. W latach 80. przebywał na stypendiach naukowych w Oslo i Bochum, zajmował się również doradztwem technicznym w firmach polonijnych. W pracy naukowej specjalizował się w zagadnieniach z zakresu technologii organicznej.
Od 1976 współpracował z Komitetem Obrony Robotników, następnie z Komitetem Samoobrony Społecznej „KOR” i ROPCiO. W 1977 współtworzył opozycyjne wydawnictwo nazwane rok później „Archiwum”, zajmujące się drukiem wydawnictw emigracyjnych i ulotek. W 1981 wstąpił do „Solidarności”. Po wprowadzeniu stanu wojennego zaangażowany w działalność podziemną, był członkiem Tajnej Komisji Wydziałowej na PW, członkiem stanowiącej zaplecze techniczno-organizacyjne RKW Mazowsze grupy Armenia i współpracownikiem Grup Oporu „Solidarni”.
W 1992 podjął pracę jako konsultant naukowy koncernu Henkel Polska. Współtworzył i kierował Polskim Towarzystwem Kosmetologów. Należał do organizatorów Wyższej Szkoły Zawodowej Kosmetyki i Pielęgnacji Zdrowia, był prorektorem ds. dydaktycznych (2000–2007) i rektorem tej uczelni (2007–2014), po czym objął stanowisko prorektora ds. nauki. Powoływany w skład rad programowych różnych czasopism (m.in. „Dermatologii Estetycznej”, „Ars Medica Aesthetica”, „Cosmetology Today”), był autorem patentów i publikacji naukowych z zakresu chemii kosmetycznej.

## Odznaczenia
W 2011, za wybitne zasługi w działalności na rzecz przemian demokratycznych w Polsce, odznaczony Krzyżem Oficerskim Orderu Odrodzenia Polski.